# Chalcomitra
Chalcomitra es un género de aves paseriformes perteneciente a la familia Nectariniidae. Sus miembros se encuentran en África. Todos sus integrantes anteriormente se clasificaban en el género Nectarinia.

## Especies
El género contiene siete especies:
- Chalcomitra adelberti - suimanga gorjiclaro;
- Chalcomitra fuliginosa - suimanga carmelita;
- Chalcomitra rubescens - suimanga gorjiverde;
- Chalcomitra amethystina - suimanga amatista;
- Chalcomitra senegalensis - suimanga pechiescarlata;
- Chalcomitra hunteri - suimanga de Hunter;
- Chalcomitra balfouri - suimanga de Socotora.